# John Lackey
John Derran Lackey (23 de outubro de 1978, Abilene, Texas, Estados Unidos) é um jogador profissional de beisebol norte-americano. Atualmente, joga pelo Chicago Cubs.

## Carreira
Lackey foi campeão da World Series de 2002 jogando pelo Anaheim Angels. Na série de partidas decisiva, sua equipe venceu o San Francisco Giants por 4 jogos a 3. Em 2013, ele levantou a taça de campeão novamente, desta vez pelos Red Sox.

## Estatísticas
- Vitórias-Derrotas: 138–107;
- Earned Run Average: ERA: 4,05;
- Strikeouts: 1 626